# Stephanocoenia intersepta
Stephanocoenia intersepta là một loài san hô trong họ Astrocoeniidae. Loài này được Lamarck mô tả khoa học năm 1816.